# Akoose jezik
Akoose jezik (akosi, bakossi, bekoose, koose, kosi, nkoosi, nkosi; ISO 639-3: bss), nigersko-kongoanski jezik iz kamerunskim regijama Southwest i Littoral, kojim govori 100 000 ljudi (2001 SIL) iz plemena Bakossi sjeverozapadno od Yaoundéa.
Akoose ime cijeli niz dijalekata. Sjeverni bakossi, zapadni bakossi, južni bakossi, mwambong, ninong, elung (elong, along, nlong) i mwamenam (mouamenam). Pripada sjeverozapadnoj skupini porodice bantu i jedan je od pet jezika podskupine ngoe.

## Vanjske poveznice
- Ethnologue (14th)
- Ethnologue (15th)